# Grallistrix orion
Grallistrix orion (сова оагуанська) — вимерлий вид совоподібних птахів родини совових (Strigidae). Вид був описаний у 1991 році за викопними рештками, знайденими на острові Оаху в архіпелазі Гавайських островів.

## Опис
Оагуанські сови були відносно стрункими совами з довгими кігтями і пазурями. У них були короткі крила, які дозволяли птахам спритно маневрувати між деревами. За розмірами вони були подібними до сірих сов. Всередині роду Grallistrix кауайські сови були ненабагато більшими за мауйських сов, найменших представників роду. Крім того, порівняно з іншими совами, у кауайських сов був відносно вузький череп, а їх очні ямки знаходилися з боків голови. Подібні риси спостерігалися також у сов з роду Mascarenotus та у лісового луня (Circus dossenus).

## Екологія
На відміну від більшості інших сов, оагуанські сови вели переважно денний спосіб життя. Це пов'язано з відсутністю на острові наземних ссавців, які б вели присмерковий або нічний спосіб життя. Оагуанські сови полювали на дрібних, рухливих співочих птахів, що вели денний спосіб життя, зокрема на мамоєвих, яких ловили в польоті. Ці сови, ймовірно, гніздилися на землі, через що вони були особливо вразливими до появи на острові інвазивних хижих ссавців. Вони вимерли незабаром після появи на острові полінезійців, які привезли на острів свиней і малих пацюків.